# Begleitart
Als Begleitart wird in der Pflanzensoziologie eine Pflanzenart bezeichnet, die in der pflanzensoziologischen Systematik weder charakterisierende noch differenzierende Eigenschaften hinsichtlich der Bindung an eine Pflanzengesellschaft oder an ein pflanzensoziologisches Syntaxon aufweist, weil ihre Vorkommensamplitude zu weit streut. Neben Begleitarten gibt es in der Pflanzensoziologie Charakterarten und Differentialarten.
Die Einstufung „Begleitart“ ist relativ. Ob eine Pflanzenart als Begleitart anzusehen ist, hängt von der betrachteten Pflanzengesellschaft oder Syntaxon ab. Selbst weit streuende Pflanzenarten (z. B. Taraxacum officinale) sind nicht per se Begleitarten, sondern können z. B. am Rande ihres Verbreitungsareals als Charakter- oder Differentialart bedeutsam werden.